# Seattle Sounders FC (2007)

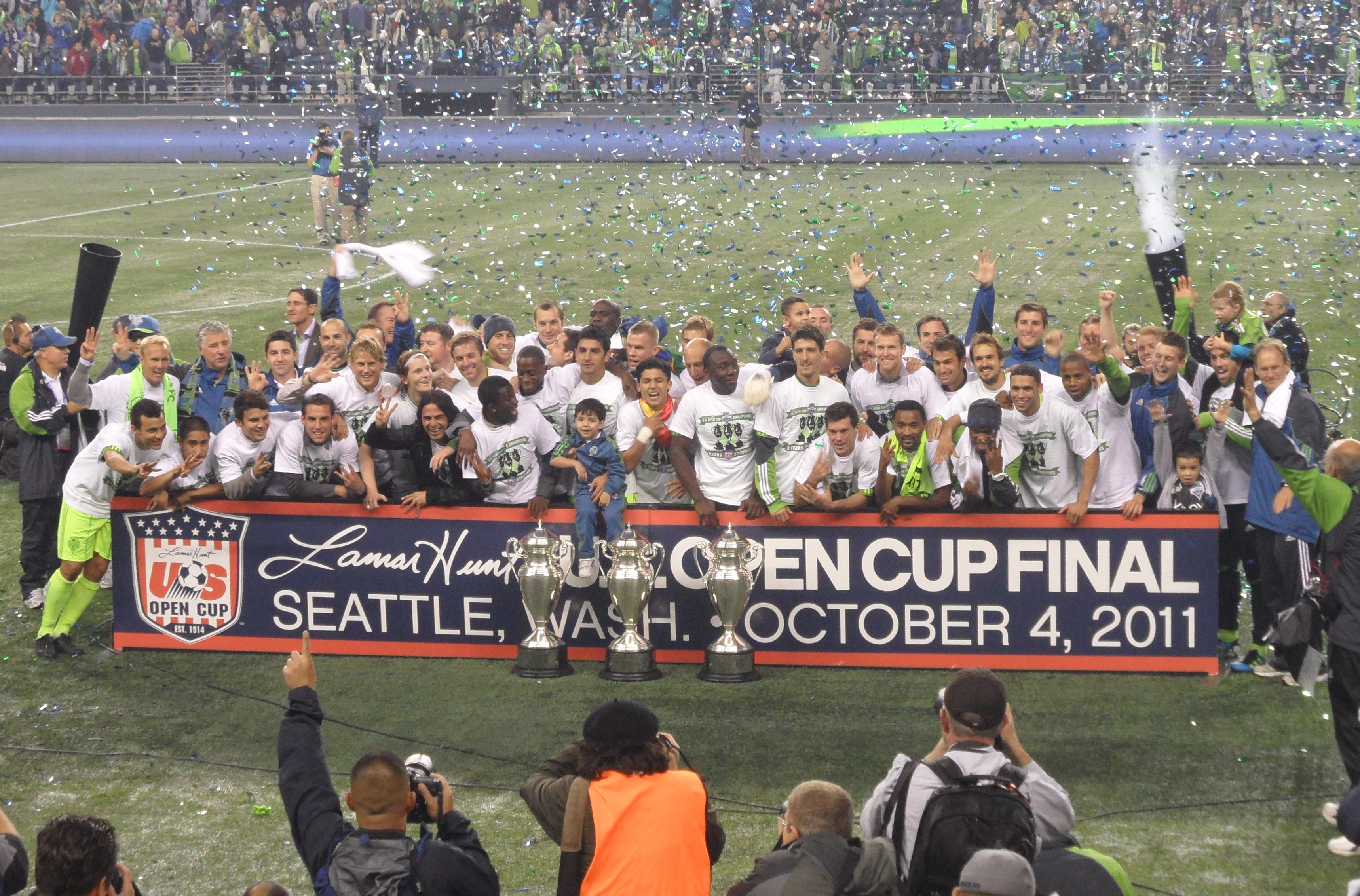
2011: voor de derde keer winnaars van de U.S. Open Cup

Seattle Sounders FC is een Amerikaanse voetbalclub uit Seattle. De club werd opgericht op 13 november 2007 en betrad in 2009 de Major League Soccer. De naam is hetzelfde als van de club, die tussen 1974 en 1983 in de North American Soccer League speelde. De thuiswedstrijden worden in het CenturyLink Field gespeeld, dat plaats biedt aan 67.000 toeschouwers (afhankelijk van het evenement). De clubkleuren zijn groen-blauw en de hoofdsponsor is XBOX. De club won in 2022 de CONCACAF Champions League en won hiermee de eerste continentale prijs ooit in de clubhistorie. Door winst van de CONCACAF Champions League was het tevens de eerste MLS-club die deelnam aan de FIFA Club World Cup.

## Erelijst
- CONCACAF Champions League

Winnaar: 2022 (1x)
- MLS Cup

Winnaar: 2016, 2019 (2x)
- MLS Supporters' Shield

Winnaar: 2014 (1x)
- US Open Cup

Winnaar: 2009, 2010, 2011, 2014 (4x)
- Cascadia Cup

Winnaar: 2011 (1x)
- Community Shield

Winnaar: 2011, 2012 (2x)
- Heritage Cup

Winnaar: 2010, 2011 (2x)

## Bekende (oud-)Sounders

### Spelers
- Clint Dempsey
- Álvaro Fernández
- Andreas Ivanschitz
- Kasey Keller
- Kelvin Leerdam
- Fredrik Ljungberg
- Nicolás Lodeiro
- Obafemi Martins
- Jordan Morris
- Blaise Nkufo
- Mauro Rosales
- Raúl Ruidíaz
- Albert Rusnák
- Nelson Valdez
- Pedro De la Vega